# Лайм (град)
Лайм (на английски: Lyme) е град в североизточната част на Съединените американски щати, част от окръг Ню Лъндън на щата Кънектикът. Населението му е около 2 400 души (2010).
Разположен е на 8 метра надморска височина на левия бряг на река Кънектикът, на 13 километра от брега на Лонгайлъндския проток и на 20 километра западно от Ню Лъндън. Селището възниква през 1645 година и малко по-късно получава сегашното си име – от това на английския град Лайм Риджис. През XIX век от него се отделят Източен Лайм и Олд Лайм.

## Известни личности
Починали в Лайм
- Робърт Мълиган (1925 – 2008), режисьор